# Polskie Stronnictwo Ludowe Piast

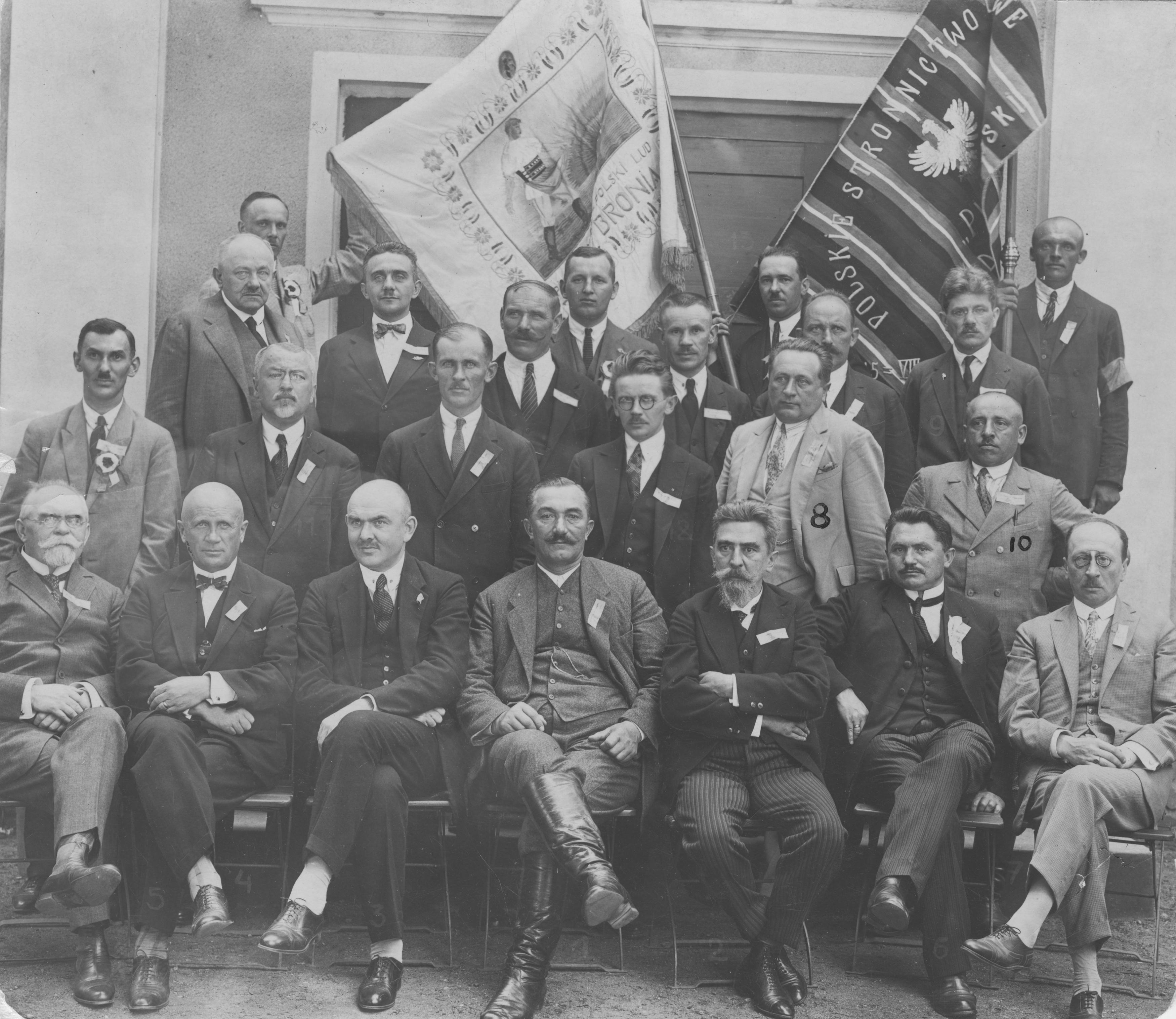
Polskie Stronnictwo Ludowe Piast (1927)

Polskie Stronnictwo Ludowe „Piast“ (deutsch Polnische Volkspartei „Piast“) ist eine polnische politische Partei, die zwischen 1913 und 1931 existierte und am 28. März 2006 nach der PSL-Spaltung reaktiviert wurde.

## Politisches Programm
Das Programm der PSL „Piast“ gründet auf den Prinzipien der Agrarismus-Doktrin mit christlich-demokratischen Elementen. Sie beruft sich auf patriotische Traditionen der polnischen Bauernbewegung.